# Русский икорный дом
Русский икорный дом — российская группа компаний, занимающаяся выращиванием рыб осетровых пород и продажей чёрной икры. Крупнейший в России производитель чёрной икры.

## История
Хозяйство было создано в 1978 году как экспериментальный рыбоводческий участок в Вологодской области структуре «Вологдарыбпрома» и располагалось выше по течению реки Су́да, чем промышленные предприятия. К 1995 году предприятие находилось в предбанкротном состоянии. С приходом к управлению нового владельца Александра Новикова в 1996 году хозяйство получило вторую жизнь, переориентировавшись с выращивания карпа на разведение осетровых рыб с прицелом на добычу чёрной икры.
В 1990-х годах рынок икры осетровых рыб был заполнен браконьерскими поставками из района Каспийского моря, а ожидаемый срок созревания осетра до появления первых икорных зёрен в неволе превышал 8 лет (в дикой природе — 14 лет), поэтому инвесторы отказались вкладываться в начинание Новикова. Вложив около 4 миллионов долларов в 1996—2000 годах, предприниматель реорганизовал хозяйство, закупил новое оборудование и начал выращивать рыбу по современному аквакультурному методу.
Основа будущего маточного стада была закуплена на Конаковском заводе товарного осетроводства, а небольшие взрослые стада приобретались у профильных советских предприятий. До того как рыба начала давать икру, хозяйство зарабатывало на продаже товарной рыбы, ежегодно реализуя до 300 тонн осетровых, что приносило до 3 миллионов долларов выручки в год.
В 2006 году первая произведённая икра поступила в продажу, а на следующий год российские власти ввели мораторий на вылов диких осетровых рыб, предполагавший уничтожение конфискованной у браконьеров икры, полученной путём забоя. Запрет резко сократил число поставщиков торговых сетей, и поднял спрос на икру, полученную аквакультурным методом. В последующие годы сформировалась современная структура группы компаний «Русский икорный дом»: одноимённая розничная торговая фирма, рыботоварная фирма «Диана» и производственно-сбытовая компания «Беловодье», специализирующаяся на поставках икры в торговые сети. С учётом стартовых вложений в 4 миллиона долларов, в 1996—2011 годах в рыбоводческий бизнес было инвестировано около 15 миллионов долларов.

## Компания

### Производство
Рыбоводческое хозяйство «Русского икорного дома» — крупнейшее в России и Европе. На 2015 год маточное стадо компании достигло 800 тонн, а годовое производство чёрной икры составляло 25 тысяч килограмм, что соответствовало более чем 70 % легальных поставок на российский рынок. Компания разводит осетров, белуг, севрюг, стерлядь и других осетровых по замкнутому циклу, в котором икра не только поступает на прилавки магазинов, но и используется для пополнения маточного стада. Компания использует замкнутые бассейны для рыбы, вода в которых очищается с помощью фильтров, а также садки на реке Суде, где вода круглый год остаётся тёплой, благодаря отводам чистой воды из системы охлаждения Череповецкой ГРЭС.
Рыба в хозяйстве «Русского икорного дома» проходит регулярный медицинский осмотр, включающий измерение, взвешивание, УЗИ и биопсию на предмет созревания икры. Уникальный идентификатор особи и информация о её здоровье записывается на чип, вживлённый в районе первого от головы шипа. С первых лет компания использовала и популяризировала прижизненный метод получения икры — «дойку». Дойка проводится в стерильных условиях и занимает около 5 минут: сотрудники фермы фиксируют рыбу кверху брюхом, подрезают яйцевод и, массируя рыбу  от головы к хвосту, получают икру. После операции рыба возвращается в естественные условия. С годами компании удалось снизить травматичность процедуры и сократить смертность рыбы до 1—2 %. При дойке компания может получать икру каждые 2 года, не теряя поголовье маточного стада. При первой дойке объём икры составляет около 10 % от массы тела рыбы, а с возрастом достигает 20 %. За год одна рыба в стаде «Русского икорного дома» приносит в среднем 5 килограмм икры. Забойный метод используется для получения примерно 15 % продукции и применяется только к старым и плохо растущим особям для контроля поголовья. С фермы икра поступает в расположенный неподалёку производственный цех, фасуется и направляется в магазины в банках 6 объёмов: 1 унция (около 28,6 грамм), 50, 100, 125, 250 и 500 грамм.

### Дистрибуция
Чёрная икра «Русского икорного дома» представлена в крупных торговых сетях, магазинах беспошлинной торговли и собственном интернет-магазине, где помимо икры представлены мясо краба и рыб арктических рек — чира, омуля, муксуна. На 2015 год компания была единственным в стране экспортёром чёрной икры, имеющим необходимый для прохождения границы сертификат о соответствии требованиям Конвенции о международной торговле видами дикой фауны и флоры, находящимися под угрозой исчезновения. На 2016 год представительства компании работали в Объединённых Арабских Эмиратах, Соединённых Штатах Америки, Казахстане и Сингапуре и Гонконге (учреждено для выхода на китайский рынок). Также важными направлениями экспорта были Япония и Южная Африка. По состоянию на 2016 из-за отсутствия в России регламента о порядке и условиях аквакультурного выращивания рыбы компания не смогла начать экспорт икры в страны Европейского союза. В общем объёме выпуска «Русского икорного дома» экспорт занимает 2,5—3 %, остальная продукция продаётся на внутреннем рынке.
По заявлениям официальных лиц и информации из рекламных проспектов «Русского икорного дома», компания выступает поставщиком икры в Государственную думу, Совет Федерации и крупные государственные компании — «Роснефть», «Газпром», Сбербанк России. Эти сведения частично подтверждаются государственным контрактами с рядом организаций, включая ФГБУ «Комбинат питания „Кремлёвский»“», которые обнаружили журналисты российского Forbes. Икра «Русского икорного дома» входит в состав белкового питания космонавтов и поставляется в пайках на Международную космическую станцию. Также производимая компанией икра категорий «Стандарт» и «Премиум» с 2014 года сертифицирована по системе «Настоящий Вологодский продукт» наравне с более известными и традиционным для области сливочным маслом и кружевом.

### Собственники и руководство
Основатель «Русского икорного дома» Александр Новиков ещё в советское время проявил коммерческую жилку. По окончании Московского геологоразведочного института имени Орджоникидзе он некоторое время работал по профессии, с 1978 года занялся организацией реставрации храмов для Русской православной церкви, и в 1988 году учредил и возглавил кооператив «Московский бизнес-центр». Через кооператив Новиков импортировал вычислительную технику, а в 1990-х занялся организацией сделок, основанных на взаимозачёте требований и обязательств. Одна из таких сделок привела Новикова в рыбоводческий бизнес: в 1995 году он приобрёл рыбоводческое хозяйство на реке Суда в Череповецком районе Вологодской области.

## Прочее
«Русский икорный дом» — инициатор создания в России профессионального союза осетроводов, призванного от лица ответственных производителей содействовать разработке законодательства для аквакультурной отрасли, Александр Новиков является президентом союза. В 2012 году компания работала с властями Вологды, предоставив около 100 килограммов белых амуров для очистки от водной растительности прудов в парке ВРЗ (так называемом Кремлёвском саду).
С 2014 года совместно с правительством Вологодской области и Федеральным агентством по рыболовству «Русский икорный дом» ежегодно предоставляет не менее 10 тысяч единиц молоди стерляди для выпуска в реку Сухону в рамках мероприятий по искусственному воспроизводству водных биоресурсов реки.